# Титан (хоккейный клуб)
«Тита́н» — хоккейный клуб из города Клин, Московская область. Основан в 1991 году как преемник команды «Химик» (основана в 1953 году). В 2011—2014 годах выступал в Высшей хоккейной лиге (ВХЛ).

## История
ХК «Титан» является преемником хоккейной команды «Химик», созданной в 1953 году при производственном объединении «Химволокно». Команда «Химик» неоднократно становилась победителем и призёром Первенств, обладателем Кубка Московской области, в 1977 году выиграла Кубок СССР среди производственных коллективов, успешно выступала в турнирах на первенство СССР в классе «Б».
В 1991 году команда «Химик» была реорганизована в хоккейный клуб «Титан», получивший название одноимённой фирмы, ставшей генеральным спонсором команды.
С 1993 года ХК «Титан» стал первым в Московской области муниципальным клубом. За последние десять лет «Титан» стал шестикратным победителем Первенств России во II Лиге. И только по причине отсутствия в Клину ледовой площадки с искусственным льдом команда не смогла продвигаться в более высокие лиги. Однако реализация Программы Губернатора Московской области по развитию хоккея и ввод в строй Клинского Ледового дворца в 2003 году позволили команде «Титан» реализовать свои амбиции в более престижных соревнованиях.
В сезоне 2003—2004 гг. представляла интересы Российского Хоккея в Первенстве и кубке Восточно-Европейской Хоккейной Лиги (ВЕХЛ). В течение сезона команда «Титан» в круговом турнире заняла V место, и стала победителем Кубка ВЕХЛ.
Сезон 2005—2006 гг. в Первенстве России по хоккею МКС ФХР Регион «Центр» Первая лига, закончился для ХК «Титан» абсолютной победой. Весь сезон ХК «Титан» в круговом турнире был на I месте и игра в финале с ХК «Кристалл» г. Электросталь ещё раз доказала право играть в высшей лиге.
В сезоне 2005—2006 получил путёвку в Высшую лигу.
31 мая 2011 года ХК «Титан» был принят в состав ВХЛ на общем собрании лиги в Москве.
В июне 2014 года, после трёх сезонов в ВХЛ, клуб вышел из состава ВХЛ «в связи с тяжёлой финансово-экономической ситуацией». В сезоне 2014/15 команда из Клина планировала выступать в Молодёжной хоккейной лиге.

## Главные тренеры команды
- Захрла Ян (2011 — 5 октября 2011)
- Амелин Андрей Николаевич (5 октября 2011 — 13 ноября 2012)
- Никишов Андрей Вячеславович (13 ноября 2012—2014)

## Достижения
- Шестикратный победитель первенства России во второй лиге.
- Обладатель Кубка ВЕХЛ сезона 2003/2004.